# U-23サッカーアラブ首長国連邦代表
U-23サッカーアラブ首長国連邦代表は、アラブ首長国連邦サッカー協会（UAEFA）によって構成される、アラブ首長国連邦のサッカーの23歳以下のナショナルチームである。
23歳以下の選手を対象とするオリンピックに出場するためのチームである。そのため、オリンピックの前年にはU-22サッカーアラブ首長国連邦代表、そのさらに前年にはU-21サッカーアラブ首長国連邦代表と呼称が変わる。

## 概要
オリンピックのサッカー競技に年齢制限が設けられた1992年バルセロナ五輪以降、2008年北京五輪まで5大会連続でアジア予選敗退に終わっていた。だが、2012年ロンドン五輪アジア最終予選ではイラクやオーストラリアを破るなど、首位で最終節を迎えた。そして2012年3月14日、2位ウズベキスタンとの直接対決をアウェイながら3-2で制し、オリンピック初出場を決めた。ロンドン五輪本大会では、開催国イギリス、セネガル、ウルグアイと同組になったが、1分2敗のグループリーグ最下位に終わった。

## 成績

### オリンピック
- 1992 - 予選敗退
- 1996 - 予選敗退
- 2000 - 予選敗退
- 2004 - 予選敗退
- 2008 - 予選敗退
- 2012 - グループリーグ敗退
- 2016 - 予選敗退
- 2020 - 予選敗退
- 2024 - 予選敗退

### アジア競技大会
- 2002 - グループリーグ敗退
- 2006 - グループリーグ敗退
- 2010 - 準優勝
- 2014 - ベスト8
- 2018 - 3位

### AFC U-23選手権
- 2013 - ベスト8
- 2016 - ベスト8
- 2018 - 予選敗退
- 2020 - ベスト8
- 2022 - グループリーグ敗退
- 2024 - グループリーグ敗退